# Scottish Cup 1875-76
Scottish Football Association Challenge Cup 1875-76 var den tredje udgave af Scottish Football Association Challenge Cup, nu til dags bedre kendt som Scottish Cup. 51 hold var tilmeldt turneringen, der blev afviklet som en cupturnering. Fire af klubberne trak sig imidlertid inden den første kamp, så turneringen fik deltagelse af 47 klubber – 24 flere end i den forrige sæson. De første kamp blev spillet i oktober 1875, og finalen (inklusiv den efterfølgende omkamp) blev afviklet i perioden 11. – 18. marts 1875 i Glasgow, hvor Queen's Park FC vandt 2-0 over 3rd Lanark Rifle Volunteers og dermed vandt sin tredje titel i træk.

## Resultater

### Første runde
Første runde blev spillet i oktober 1875. 48 hold spillede om 24 pladser i anden runde, mens det sidste hold, Edinburgh Thistle FC, var oversidder og dermed gik direkte videre til anden runde.
| Dato | Kamp                                      | Res. |
| ---- | ----------------------------------------- | ---- |
|      | Arthurlie FC – Levern Hurlet FC           | 0–0  |
|      | Caledonia FC – Western FC                 | 0–0  |
|      | Clydesdale FC – Eastern FC                | 1–0  |
|      | Drumpellier FC – Barrhead FC              | 0–0  |
|      | Dumbarton FC – Lennox FC                  | 1–0  |
|      | Dumbreck FC – Vale of Leven Rovers        | w.o. |
|      | Hamilton Academical FC – Airdrie FC       | 1–0  |
|      | Heart of Midlothian FC – 3rd Edinburgh RV | 0–0  |
|      | Helensburgh FC – Star of Leven FC         | 1–0  |
|      | Kilburnie FC – Ayr Thistle FC             | 1–0  |
|      | Kilmarnock FC – Ayr Eglinton FC           | 8–0  |
|      | Mauchline FC – Ardrossan FC               | w.o. |
|      | Northern FC – Ramblers FC                 | 4–0  |
|      | Queen's Park FC – Alexandra Athletic FC   | 3–0  |
|      | Rangers FC – 1st Lanark RV                | 7–0  |
|      | Renton FC – Alclutha FC                   | 1–0  |

| Dato    | Kamp                                      | Res.   |
| ------- | ----------------------------------------- | ------ |
|         | Renton Thistle FC – Queen's Park Juniors  | w.o.   |
|         | Rovers FC – Oxford FC                     | w.o.   |
|         | Sandyford FC – 23rd Renfrewshire RV       | 0–0    |
|         | St Andrews FC – Telegraphists FC          | 1–0    |
|         | 3rd Lanark RV – Havelock FC               | 2–0    |
|         | Towerhill FC – Lancelot FC                | 2–0    |
|         | Vale of Leven FC – Vale of Leven Rovers   | w.o.   |
|         | West End FC – Partick FC                  | 0–0    |
| Omkampe |                                           |        |
|         | Barrhead FC – Drumpellier FC              | 0–1    |
|         | 3rd Edinburgh RV – Heart of Midlothian FC | [0]0–0 |
|         | Levern Hurlet FC – Arthurlie FC           | 4–0    |
|         | Partick FC – West End FC                  | [0]0–0 |
|         | 23rd Renfrewshire RV – Sandyford FC       | [0]0–0 |
|         | Western FC – Caledonian FC                | 3–0    |

### Anden runde
28 hold, som var gået videre fra første runde, spillede i anden runde om 14 pladser i tredje runde.
| Dato | Kamp                                      | Res. |
| ---- | ----------------------------------------- | ---- |
|      | Clydesdale FC – Kilmarnock FC             | 6–0  |
|      | Drumpellier FC – Heart of Midlothian FC   | 2–0  |
|      | Dumbarton FC – Renton Thistle FC          | 2–1  |
|      | Dumbreck FC – St Andrews FC               | 2–0  |
|      | Edinburgh Thistle FC – 3rd Edinburgh RV   | 0–0  |
|      | Helensburgh FC – 23rd Renfrewshire RV     | 1–0  |
|      | Kilburnie FC – Mauchline FC               | 0–0  |
|      | Levern Hurlet FC – Hamilton Academical FC | 3–0  |
|      | Partick FC – Towerhill FC                 | 2–0  |

| Dato    | Kamp                                    | Res. |
| ------- | --------------------------------------- | ---- |
|         | Queen's Park FC – Northern FC           | 5–0  |
|         | Rangers FC – 3rd Lanark RV              | 1–2  |
|         | Rovers FC – West End FC                 | 6–0  |
|         | Vale of Leven FC – Renton FC            | 3–0  |
|         | Western FC – Sandyford FC               | 3–0  |
| Omkampe |                                         |      |
|         | 3rd Edinburgh RV – Edinburgh Thistle FC | 1–0  |
|         | Mauchline FC – Kilburnie FC             | w.o. |

### Tredje runde
De 14 vindere fra anden runde spillede i tredje runde om syv pladser i kvartfinalerne.
| Dato | Kamp                             | Res. |
| ---- | -------------------------------- | ---- |
|      | Dumbarton FC – Drumpellier FC    | 5–1  |
|      | Dumbreck FC – Partick FC         | 5–0  |
|      | Queen's Park FC – Clydesdale FC  | 2–0  |
|      | Rovers FC – 3rd Edinburgh RV     | 4–0  |
|      | 3rd Lanark RV – Levern Hurlet FC | 3–0  |
|      | Vale of Leven FC – Mauchline FC  | 6–0  |
|      | Western FC – Helensburgh FC      | 2–0  |

### Kvartfinaler
I kvartfinalerne spillede seks hold om tre semifinalepladser, mens Dumbarton FC var oversidder og derfor gik direkte videre til semifinalerne.
| Dato | Kamp                          | Res. |
| ---- | ----------------------------- | ---- |
|      | Queen's Park FC – Dumbreck FC | 2–0  |
|      | 3rd Lanark RV – Western FC    | 5–0  |
|      | Vale of Leven FC – Rovers FC  | 2–0  |

### Semifinaler
| Dato | Kamp                               | Res. | Spillested            |
| ---- | ---------------------------------- | ---- | --------------------- |
| 8.1. | Queen's Park FC – Vale of Leven FC | 2–1  | Hampden Park, Glasgow |
| 8.1. | 3rd Lanark RV – Dumbarton FC       | 3–0  | Cathkin Park, Glasgow |

### Finale
| Dato   | Kamp                            | Res. | Tilskuere | Spillested                 |
| ------ | ------------------------------- | ---- | --------- | -------------------------- |
| 11.3.  | Queen's Park FC – 3rd Lanark RV | 1–1  | 10.000    | Hamilton Crescent, Glasgow |
| Omkamp |                                 |      |           |                            |
| 18.3.  | Queen's Park FC – 3rd Lanark RV | 2–0  | 6.000     | Hampden Park, Glasgow      |